# Batalha de San Marino
A Batalha de San Marino foi um confronto ocorrido de 17 a 20 de setembro de 1944 durante a Campanha Italiana da Segunda Guerra Mundial, na qual as forças do Exército Alemão ocuparam a neutra República de San Marino e foram então atacadas pelas forças Aliadas. Às vezes também é conhecida como Batalha do Monte Pulito.
São Marino tinha declarado a sua neutralidade no início da guerra e permaneceu praticamente inalterado pelos acontecimentos na Europa até 1943, quando as forças aliadas avançaram uma distância considerável pela Península Itálica. Uma importante posição defensiva alemã, a Linha Gótica, atravessava a península a uma curta distância ao sul da fronteira de San Marino, e no final de junho, o país foi bombardeado pela Força Aérea Real, matando 35 pessoas, na crença de que o Exército Alemão tinha assumiram posições no seu território. Na Operação Olive, lançada no final de agosto, uma forte força aliada atacou no extremo leste da linha, com o objetivo de passar por Rimini — logo a leste de San Marino — e irromper nas planícies ao norte da cidade. Embora San Marino estivesse a sudoeste de Rimini, o plano era contorná-lo totalmente. Em resposta aos movimentos Aliados, os alemães enviaram uma pequena força a São Marino para guardar as suas linhas de comunicação e atuar como observadores de artilharia.

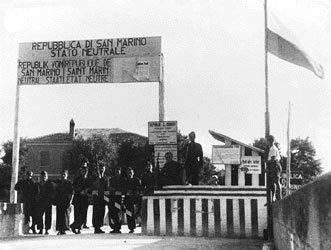
Cartazes de neutralidade nas fronteiras de San Marino

Depois de alguns dias, o impulso principal da ofensiva foi interrompido ao sul de Rimini pela forte resistência e pelo mau tempo, e as forças de flanco britânicas e indianas começaram a avançar para oeste, assumindo a linha de frente em direção a San Marino. Em 17 de setembro, a 4ª Divisão de Infantaria Indiana atacou as forças da 278.ª Divisão de Infantaria ocupando duas colinas do outro lado da fronteira com Sammarinese; após intensos combates para obter o controle das colinas, a situação se estabilizou no dia 19 e as forças aliadas começaram a invadir a própria cidade de San Marino. A cidade foi capturada na tarde do dia 20 de setembro, e a 4ª Divisão Indiana deixou o país no dia 21, deixando-o sob o controle das forças de defesa locais.

## História
O microestado de San Marino, no norte da Península Itálica e totalmente cercado pela Itália, desempenhou pouco papel durante a Segunda Guerra Mundial. Teve um governo fascista, estreitamente alinhado com o regime de Benito Mussolini, mas permaneceu neutro. Foi relatado que o país declarou guerra contra o Reino Unido em setembro de 1940, embora o governo samarinês tenha posteriormente transmitido uma mensagem ao governo britânico afirmando que não o fez. No início de 1942, o governo Sammarinese reiterou que não estava em guerra com os Estados Unidos, posição que foi confirmada pelo Departamento de Estado dos EUA. O Ministério das Relações Exteriores britânico observou de forma mais equivocada em 1943 que a Grã-Bretanha nunca havia declarado guerra, mas também nunca havia reconhecido formalmente a neutralidade de São Marino, e que sentia que a ação militar no território Sammarinês seria justificada se estivesse sendo usado pelas forças do Eixo.
O país foi bombardeado pelos Aliados em 27 de junho de 1943, matando pelo menos 35. O governo samarinês declarou no mesmo dia que não havia instalações ou equipamentos militares no seu território e que nenhuma força beligerante foi autorizada a entrar. No início de Julho, anunciou que tinham sido colocados sinais proeminentes nas passagens de fronteira pelo comando alemão, para instruir as unidades alemãs a não entrarem no território, e reiterou novamente a sua total neutralidade.

## Prelúdio

### Ataque à Linha Gótica
No final do verão de 1944, as forças alemãs na Itália retiraram-se em direção à Linha Gótica, uma cadeia de posições defendidas que se estendia por toda a península italiana. Os Aliados formularam um plano para romper as defesas, avançando para o norte, em direção a Rimini e às planícies do norte da Itália. Isto envolveria um forte avanço na costa leste do Oitavo Exército Britânico, codinome Operação Olive; 11 divisões atacariam ao longo de uma frente estreita, convergindo para o "Rimini Gap", um 8 milhas (13 km) trecho de planície ao longo da costa ao redor da cidade, e depois movendo-se para o norte. Depois de passar pelo Gap, a força se deslocaria para a Planície Romagna e se moveria para o oeste em direção a Bolonha. Entretanto, o Quinto Exército americano avançaria para norte ao longo do centro da península, convergindo esperançosamente para Bolonha e prendendo uma grande força alemã num movimento de pinça.
O principal ataque aliado começou em 25 de agosto, alcançando o vale de Foglia – a Linha Gótica propriamente dita – em 29 de agosto. Foi rapidamente violado, e o comando alemão tentou montar uma segunda linha defensiva na cordilheira Coriano, um contraforte montanhoso ao norte do rio Conca, e o último grande obstáculo geográfico ao sul de Rimini. A ofensiva aliada chegou ao rio em 3 de setembro, mas foi interrompida devido a dificuldades mecânicas com seus tanques, ao fortalecimento da resistência alemã e às fortes chuvas. As forças aliadas pararam e trouxeram reforços enquanto esperavam por uma oportunidade de retomar a ofensiva ao longo da costa. No flanco esquerdo do assalto, o ataque foi interrompido na Batalha de Gemmano, ao sul do rio Conca.
Neste ponto, as forças da ala esquerda aliada estavam dispostas numa linha que se estendia para sul a partir da cordilheira de Coriano, voltada para oeste em direcção a San Marino, a alguns quilómetros de distância. A 56ª Divisão de Infantaria (Londres) estava em frente a Croce, com a 46ª Divisão de Infantaria em frente à posição fortemente defendida em Gemmano. A 4ª Divisão de Infantaria Indiana estava ao sul da 46ª, formando a ala esquerda da ofensiva. Quando o assalto a Coriano foi retomado no dia 12, liderado por duas divisões blindadas com apoio de artilharia pesada, estas forças avançaram para oeste; seu objetivo era passar em direção à cidade de Montescudo, a cerca de três quilômetros da fronteira com Sammarinese. O ataque principal avançou com sucesso para o cume, e a 56ª Divisão avançou cerca de 1,6km passando por Croce, antes de escavar na noite do dia 13; naquela noite, a 4ª Divisão Indiana ganhou posição ao sul de Gemmano. Foi finalmente capturado pelas 46ª e 4ª Divisões Indianas na manhã do dia 15, e as forças britânicas prepararam-se para avançar em direção a Montescudo e explorar a confusão alemã.

## Batalha

### Entrada em San Marino
A 46ª Divisão tomou Montescudo no dia 15, e no dia seguinte a 56ª Divisão entrou na cidade de Mulazzano, diretamente ao norte de Montescudo e igualmente perto da fronteira. A partir daqui, a luta avançou para oeste, com a 56ª Divisão no flanco norte e a 46ª no sul; ambos foram contidos pela forte resistência alemã.

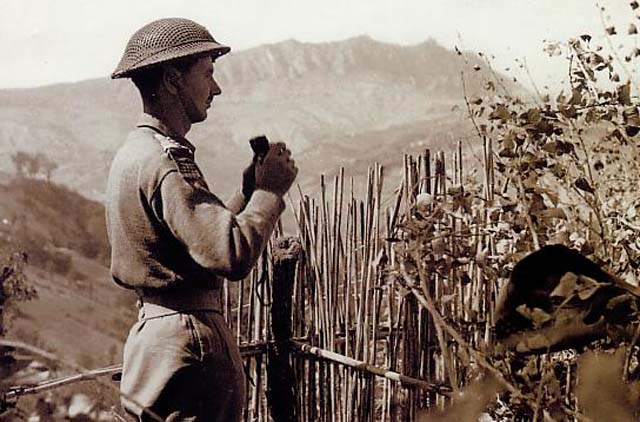
Soldado britânico observando posições alemãs perto de San Marino

Em 13 de setembro, o exército alemão enviou uma forte força a San Marino para defendê-lo contra os Aliados; isso também lhes daria o controle de uma das principais estradas da área e permitiria que observadores de artilharia ocupassem os picos das montanhas. A força de defesa foi retirada do 278.ª Divisão de Infantaria, enquanto a 4ª Divisão Indiana foi designada para atacá-la no dia 17.
Os elementos líderes da divisão - o 3º/10º Regimento Baluch - cruzaram o rio Marano na fronteira oriental na noite do dia 17, com os 1º/ 9º Rifles Gurkha movendo-se através deles para atacar os Pontos 343 e 366 perto de Faetano. Essas pequenas colinas – logo atrás do rio – eram controladas por dois batalhões do 993º Regimento de Granadeiros. O primeiro - Ponto 343 - foi tomado às 05h00, mas a força que ocupava o Ponto 366 teve que recuar após ficar sem munição. O fuzileiro Sher Bahadur Thapa foi condecorado postumamente com a Cruz Vitória por segurar o topo da colina sozinho por duas horas, permitindo que duas companhias se retirassem em segurança, antes de ser morto enquanto tentava resgatar outro Gurkha ferido.
O ponto 343 foi mantido até o dia 18, porém, com a perda de 63 homens; à noite, uma força de tanques conseguiu subir e estabilizar a posição com a ajuda do apoio da artilharia. O 4º/ 11º Regimento Sikh contornou os Gurkhas ao norte, cobrindo o flanco norte das alturas de San Marino, e a 11ª Brigada da divisão passou por eles para ajudar a cercar a cidade. Na noite do dia 19, o 2º Batalhão, Queen's Own Cameron Highlanders da 11ª Brigada de Infantaria Indiana começou a avançar para os arredores da cidade vindos do norte, mas na manhã do dia 20 foram contidos por posições defensivas no norte -oeste da cidade, onde começava a estrada para a parte alta da cidade, situada no alto da montanha. Os tanques mudaram-se para os subúrbios, enquanto uma companhia dos Cameron subiu a colina em direção ao cume sob forte chuva. A cidade foi protegida no início da tarde, com apenas 24 vítimas entre os agressores e 54 prisioneiros feitos.

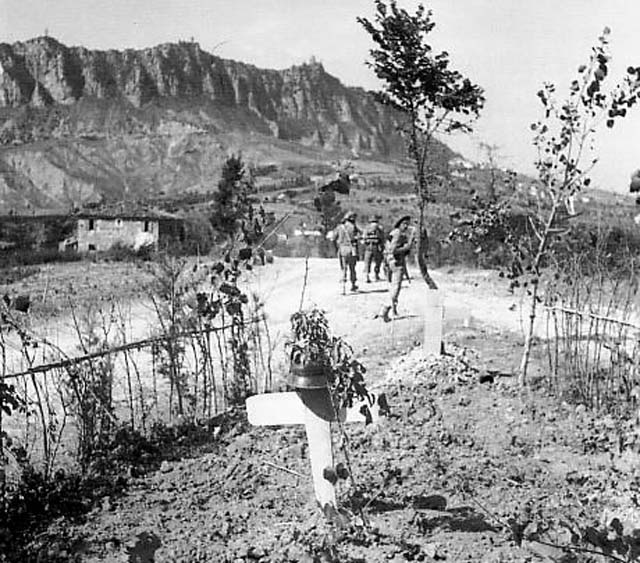
Tropas aliadas passando por San Marino, setembro de 1944

No dia 21, as forças de defesa locais foram alistadas para ajudar a eliminar as tropas alemãs dispersas, e a 4ª Divisão Indiana avançou através de um forte vendaval e saiu do país.

## Consequências
As forças aliadas permaneceram na ocupação de San Marino por um curto período após a rendição alemã. Em outubro de 1945, após o fim da guerra, o governo samarinês apresentou um pedido de 732 milhões de liras ao governo britânico para compensação durante a guerra, das quais 500 milhões de liras foram dadas como custos relacionados aos combates em setembro e 20 milhões de liras como os custos da ocupação. O governo britânico rejeitou esta alegação, argumentando que, como a Alemanha tinha violado a neutralidade antes da entrada das tropas aliadas no país, não era responsável; ofereceu, no entanto, um pagamento ex gratia de £ 26.000 em relação ao atentado de junho, posteriormente aumentado para £ 80.000 (equivalente a 32 milhões de liras).
A honra de batalha "San Marino" foi concedida a três unidades do Exército Britânico - o Regimento Real de Lincolnshire, o Regimento de York e Lancaster e o Queen's Own Cameron Highlanders - e duas unidades do Exército da Índia Britânica, o 1º/9º Rifles Gurkha e o 4º/11º Regimento Sikh. Os três últimos lutaram como parte da 4ª Divisão Indiana no ataque principal, enquanto os dois primeiros tiveram batalhões na 138ª Brigada de Infantaria da 46ª Divisão.